# Guillermo González (atleta)
Guillermo González Zayas (15 gennaio 1950) è un ex atleta portoricano.
Ha partecipato ai Giochi di Monaco di Baviera 1972, gareggiando nei 100m, 200m e nella Staffetta 4x100m.
Ha partecipato alla gara dei 200m ai Giochi panamericani del 1971, raggiungendo il sesto posto.